# Einsiedelei am Potsdamer Jungfernsee

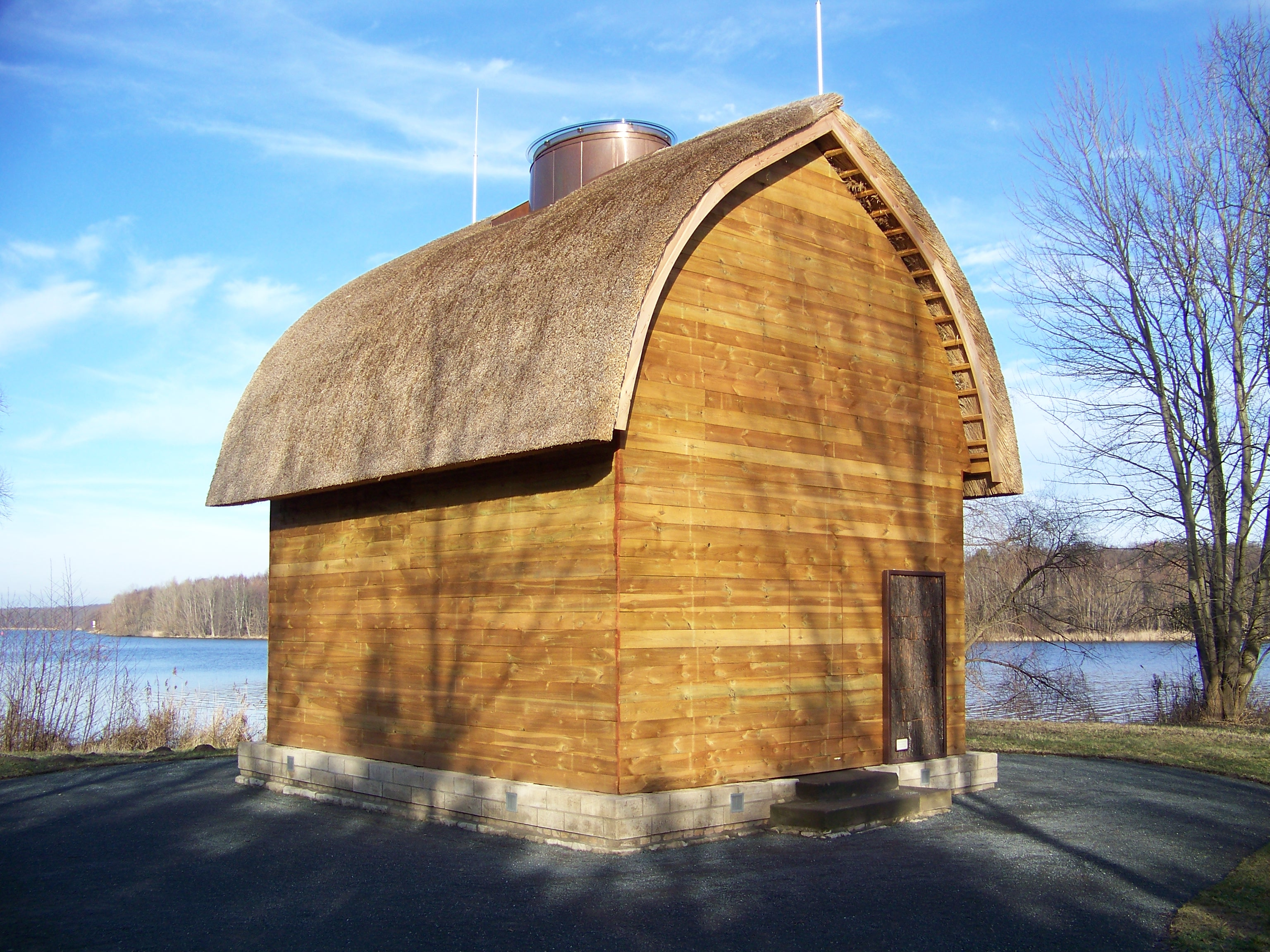
Eremitage am Jungfernsee, noch ohne Borkenverkleidung (Januar 2008) …

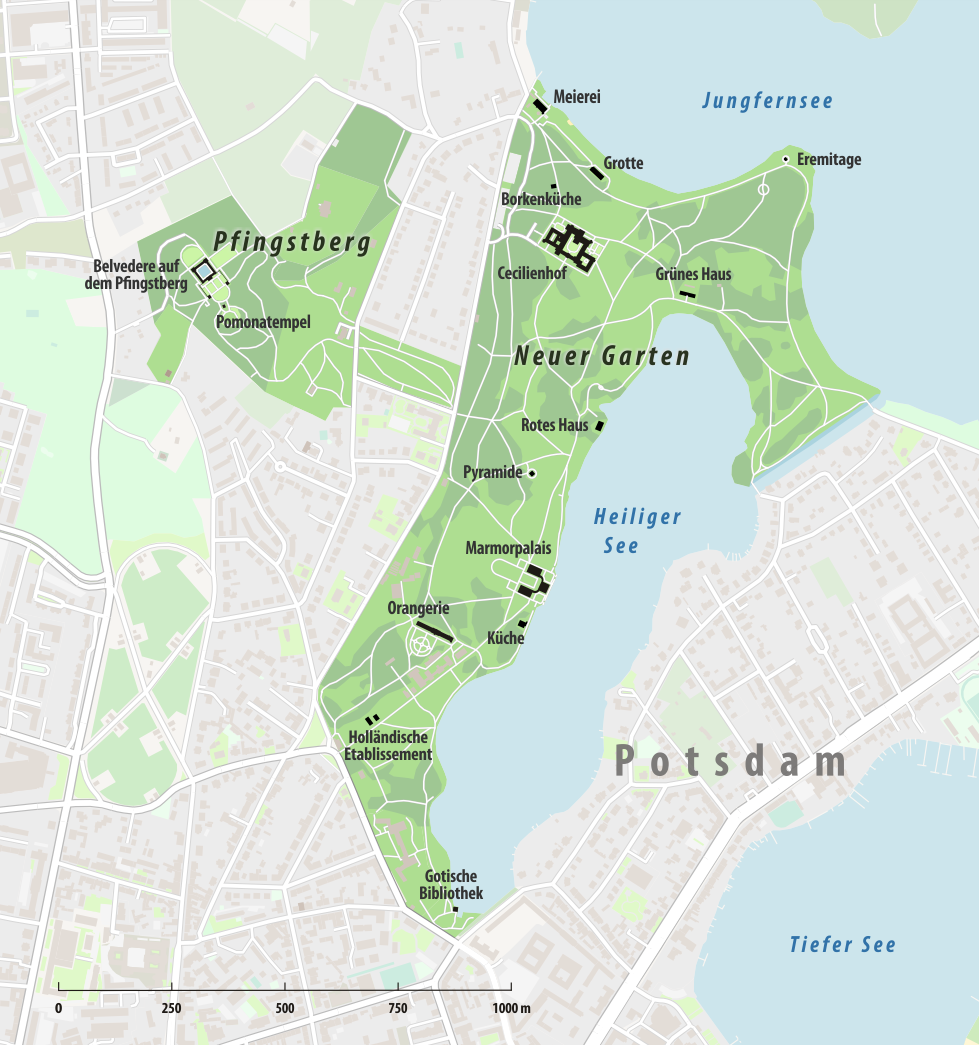
Die Eremitage liegt im Nordosten des Neuen Gartens am Ufer des Jungfernsees.

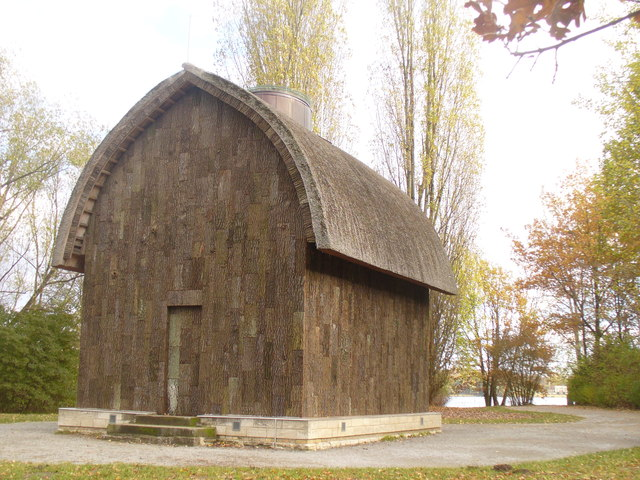
… und mit Borkenverkleidung (November 2012)

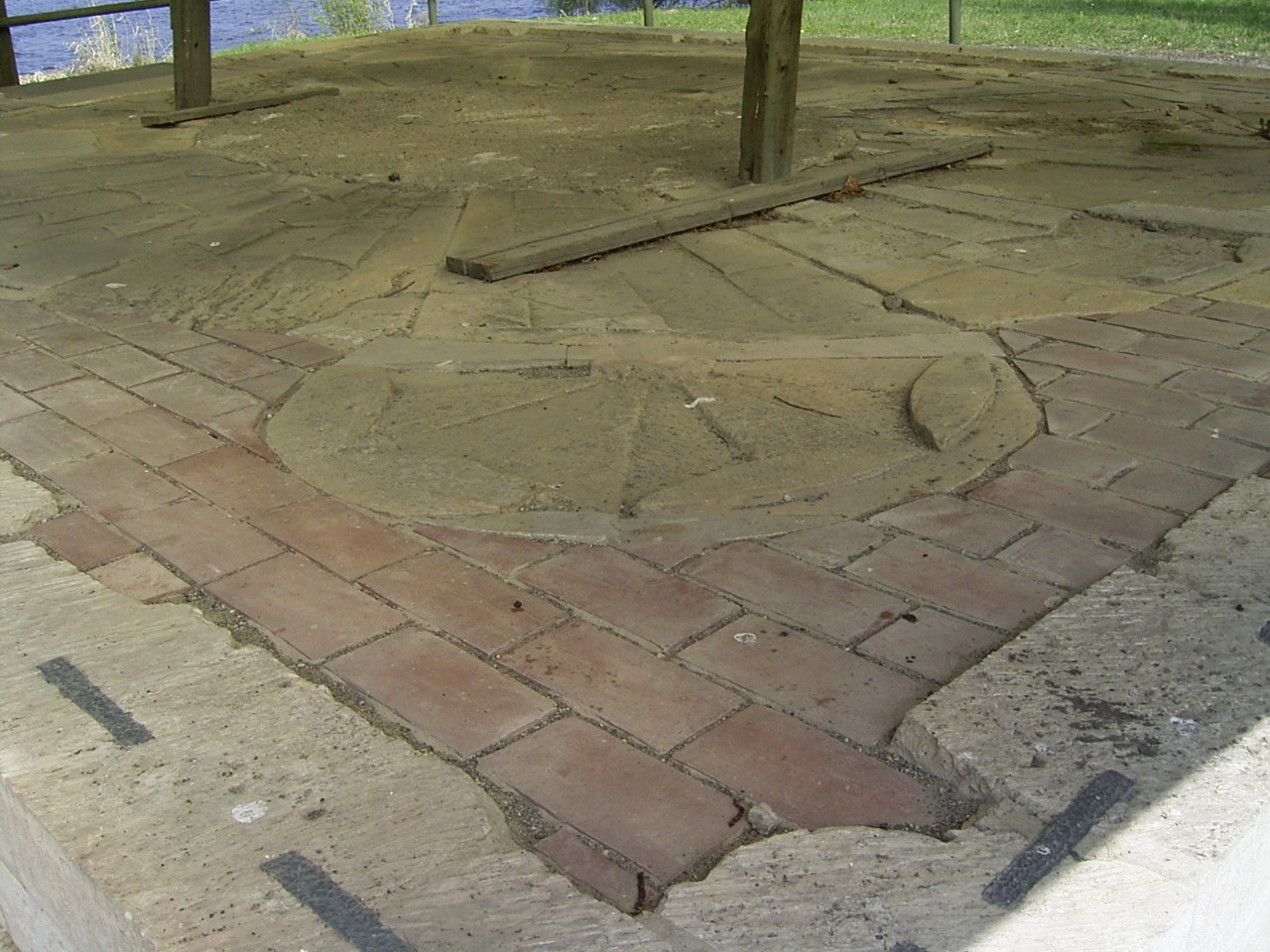
Sockelreste der Eremitage (April 2005)

Die Einsiedelei am Potsdamer Jungfernsee, auch Eremitage genannt, wurde 1796 von Friedrich Wilhelm II. in der Nähe des Cecilienhofs im Neuen Garten auf der in den Jungfernsee vorspringenden Landzunge Am Quapphorn in Potsdam angelegt. Die Baumeister waren Carl Gotthard Langhans und Hofzimmerermeister Johann Gottlob David Brendel (1753–1803). Es handelte sich um einen kleinen Pavillon aus Holz ohne Fenster auf einer Fläche von etwa 7,3 × 5,7 Metern. Er erhielt Licht nur durch ein Oberlicht in seinem Reetdach. Die Fassade war vollständig mit Eichenborke verkleidet.
Im Gegensatz zum schlichten Äußeren war der Innenraum nach astrologischen Studien der Rosenkreuzer aufwendig ausgestattet. Schwarzer Brabanter und weißer italienischer Marmor wurden für den Fußboden von Heinrich Friedrich Kambly (1750–1801) verwendet. In der Raummitte war eine Weltkarte mit Marmorintarsien in den Boden eingelassen, die evtl. nach Karten von Anton Friedrich Büsching oder Johann Elert Bode gestaltet wurde. Die holzvertäfelten Wände zeigten Abbildungen von astronomischen Messgeräten, die eingewölbte Decke war mit Personifikationen der acht Planeten bemalt. Gipskopien antiker Statuen der Lykomedesgruppe von Constantin Philipp Georg Sartori schmückten die vier Ecken des Raumes. Der Raum war nur sparsam mit zwei Tischen und zwei mit blauer Seide überzogenen Sofas möbliert.
Der Pavillon wurde infolge des Mauerbaus 1964 komplett abgetragen, denn die Grenze zu West-Berlin verlief im Jungfernsee wenige Meter vom Pavillon entfernt. Teile der Innenausstattung konnten gesichert und von der Schlösserverwaltung eingelagert werden. Nach dem Mauerfall wurde 1995–96 der erhaltene Sockel restauriert, die Eremitage wurde 2007 auf dem alten Sockel neu errichtet, vorerst jedoch ohne einen Innenausbau. Der Rotary-Club Potsdam finanzierte den Neubau über Spendengelder. Die Verkleidung der Eremitage mit Platten aus Eichenborke konnte 2012 beendet werden. 2018 wurden einige Originalplatten des Fußbodens entdeckt.